# Fagagna
Fagagna ist eine italienische Gemeinde  mit 5982 Einwohnern (Stand 31. Dezember 2023) in der Region Friaul-Julisch Venetien in Friaul und ist Mitglied der Vereinigung I borghi più belli d’Italia („Die schönsten Orte Italiens“).
Das Gemeindegebiet umfasst folgende 5 Ortschaften: Ciconicco, Villalta, San Giovanni in Colle, Battaglia und Madrisio.

## Geschichte
Zum ersten Mal wird der Name Fagagna im Jahre 983 in jener Urkunde erwähnt, mit welcher der römisch-deutsche Kaiser Otto II. dem Patriarchen von Aquileia, Rodoald, die Burg überlässt. Die ältesten örtlichen Ansiedlungen sind allerdings frühere, wie entsprechende archäologische Funde aus vor- und urgeschichtlichen, römischen (als Fagagna zwangsläufig Station der Passage auf der Strecke von Concordia Sagittaria nach Norikum war) und hochmittelalterlichen Epochen unter Beweis stellen.
Von der Burg – die einst den Patriarchenpalast und die Wohnungen der Vasallen einschloss – haben bis heute lediglich die Trümmer und ein zu einem Glockenturm umgebauter Bergfried überdauert. Außerdem sind auf dem Hügel die Überbleibsel und einige Gebäude sichtbar, welche die Ansiedlung des alten Burgdorfes nachweisen, ausgedehnte Mauertrakte, die den befestigten Ort und das einzige (von drei ursprünglichen) erhaltene Burgtor umschlossen. Betrachtet man den alten Betsaal der Burgherren, existierte die Kirche zum Heiligen Erzengel Michael – deren Weihe auf einen möglichen langobardischen Burgursprung hinweist – schon im Jahre 1386. Mehrmals wiederaufgebaut, bis zur Ergänzung eines Kirchenschiffes im 19. Jahrhundert, verlor die Kirche jene ursprüngliche architektonische Linie, welche sie in einem jüngst restaurierten Teil wieder aufweist.
Das Castello di Villalta wurde 1216 erstmals erwähnt, stand als Lehen des Patriarchen von Aquileia bis 1413 im Besitz der Herren von Villalta, danach der Grafen della Torre bis 1905 und seit 1973 der Barone Taxis-Bordogna-Valnigra.

## Persönlichkeiten
- Fabio Asquini (1726–1818), Winzer und Agrarwissenschaftler
- Fabio Maria Asquini (1802–1878), katholischer Kardinal
- Mario Danieli (1879–1955), Unternehmer und Autorennfahrer

## Musik
- Mauricio Pergelier, Organist: Chiesa Parrocchiale di Madrisio di Fagagna; L’organo storico di Pietro Nacchini 1752. CD mit Werken von: Andrea Gabrieli (Tabulatura di Trento 1500), Fr. Martinho García de Olague Gaspar dos Reis Francisco Correa de Arauxo, Antonio de Cabezón und anonyme Komponisten, aufgenommen im November 2005
- Mauricio Pergelier, Organist: Pieve di Santa Maria Assunta – Fagagna; Organo storico costruito da Francesco Comelli nel 1788.